# Folke Bernadotteakademin
Folke Bernadotteakademin (FBA) är en svensk myndighet för fred, säkerhet och utveckling och ligger under Utrikesdepartementet. Folke Bernadotteakademin bedriver utbildning, forskning och metodutveckling för att stödja freds- och statsbyggande i konflikt- och postkonfliktländer. Myndigheten bidrar även med civil personal till freds- och valobservationsinsatser som leds av främst EU, FN och OSSE. Folke Bernadotteakademin har fått sitt namn efter Folke Bernadotte, FN:s första medlare.

## Verksamhet
Folke Bernadotteakademin inrättades 2002 och finns i Stockholm och på Sandö i Kramfors kommun. Förutom cirka 100 anställda på de två kontoren har Folke Bernadotteakademin ett 80-tal utsända i världen. Myndighetens generaldirektör är sedan den 19 april 2022 Per Olsson Fridh.￼￼
Folke Bernadotteakademin arbetar med följande expertområden:
- Avväpning, demobilisering och återanpassning av före detta kombattanter
- Konfliktförebyggande och konfliktlösning
- Kvinnor, fred och säkerhet
- Ledarskap och politisk rådgivning i fredsinsatser
- Rättsstatsuppbyggnad, mänskliga rättigheter och stöd till val
- Säkerhetssektorreform
- Samverkan i fredsinsatser
- Säkerhet i fält

Därtill har Folke Bernadotteakademin i uppdrag av regeringen att arbeta med ett antal av Sveriges strategier för internationellt utvecklingssamarbete, vid sidan av Sida. Folke Bernadotteakademins strategiuppdrag handlar om att bidra till fred och säkerhet i vissa konfliktdrabbade länder och regioner. 
Folke Bernadotteakademin förvaltar också två statliga anslag: fredsmiljonen som är ett bidrag till organisationer som arbetar med fred och säkerhet och de så kallade 1325-bidragen till organisationer som arbetar med kvinnors delaktighet i frågor som rör fred och säkerhet. 
Inom Folke Bernadotteakademin finns även Fredsarkivet, ett digitalt arkiv som samlar dokumentation om svenskt deltagande i internationella fredsinsatser genom tiderna. Inom Folke Bernadotteakademin ryms dessutom det internationella sekretariatet för Challenges Forum, som är ett nätverk av organisationer från drygt 20 länder som arbetar med att förbättra FN:s fredsinsatser.

## Generaldirektörer
- 2002–2007 Michael Sahlin
- 2007–2008 Jonas Alberoth (tf)
- 2008–2011 Henrik Landerholm
- 2012–2022 Sven-Eric Söder
- 2022– Per Olsson Fridh